# ماویس دانسو
ماویس دانسو (انگلیسی: Mavis Danso؛ زادهٔ ۲۴ مارس ۱۹۸۴) بازیکن فوتبال اهل غنا است.
وی همچنین در تیم ملی فوتبال زنان غنا بازی کرده‌است.